# Canton de Gaillon-Campagne
Le canton de Gaillon-Campagne est une ancienne division administrative française située dans le département de l'Eure et la région Haute-Normandie.

## Géographie
Le canton de Gaillon-Campagne était l'un des rares cantons français dont le chef-lieu n'était pas situé dans le canton.

## Histoire
Canton créé par le décret du 31 janvier 1985, en divisant le canton de Gaillon.

## Représentation
| Période | Période      | Identité                       | Étiquette   | Qualité                                                                                           |
| ------- | ------------ | ------------------------------ | ----------- | ------------------------------------------------------------------------------------------------- |
| 1985    | 1987 (décès) | Bernard Chandelier (1918-1987) | DVD-app.UDF | Ancien résistant Maire d'Aubevoye                                                                 |
| 1987    | 1994         | Jacques Davoust                | PS puis DVG | Auxiliaire médical Adjoint au maire de La Croix-Saint-Leufroy puis conseiller municipal de Berson |
| 1994    | 2008         | Claude Nachtergaele            | DVG         | Maire de Saint-Aubin-sur-Gaillon Vice-président du Conseil général                                |
| 2008    | 2015         | Jean-Rémi Ermont               | PS          | Professeur du secondaire Maire de Fontaine-Heudebourg                                             |

## Composition
Le canton de Gaillon-Campagne regroupait vingt communes et comptait 14 136 habitants (recensement de 2009 sans doubles comptes).
| Communes                    | Population (2012) | Code postal | Code Insee |
| --------------------------- | ----------------- | ----------- | ---------- |
| Ailly                       | 1 073             | 27600       | 27005      |
| Autheuil-Authouillet        | 837               | 27490       | 27025      |
| Bernières-sur-Seine         | 328               | 27700       | 27058      |
| Cailly-sur-Eure             | 235               | 27490       | 27124      |
| Champenard                  | 205               | 27600       | 27142      |
| La Croix-Saint-Leufroy      | 1 078             | 27490       | 27191      |
| Écardenville-sur-Eure       | 529               | 27490       | 27211      |
| Fontaine-Bellenger          | 1 042             | 27600       | 27249      |
| Fontaine-Heudebourg         | 715               | 27490       | 27250      |
| Heudreville-sur-Eure        | 1 025             | 27400       | 27335      |
| Saint-Aubin-sur-Gaillon     | 1 750             | 27600       | 27517      |
| Saint-Étienne-sous-Bailleul | 388               | 27920       | 27539      |
| Saint-Julien-de-la-Liègue   | 444               | 27600       | 27553      |
| Saint-Pierre-de-Bailleul    | 1 010             | 27920       | 27589      |
| Saint-Pierre-la-Garenne     | 896               | 27600       | 27599      |
| Sainte-Barbe-sur-Gaillon    | 252               | 27600       | 27519      |
| Tosny                       | 660               | 27700       | 27647      |
| Venables                    | 782               | 27940       | 27676      |
| Vieux-Villez                | 210               | 27600       | 27687      |
| Villers-sur-le-Roule        | 677               | 27940       | 27691      |

## Démographie
| 1962  | 1968  | 1975  | 1982  | 1990   | 1999   | 2006   | 2011   | 2012   |
| ----- | ----- | ----- | ----- | ------ | ------ | ------ | ------ | ------ |
| 6 453 | 6 913 | 7 763 | 9 497 | 11 128 | 12 122 | 13 416 | 14 406 | 14 587 |